# Cornelia Scipio
Cornelia Scipio (en latin : Cornelia Scipio o Scipionis), née en 46 av. J.-C. et décédée en 16 av. J.-C., est une dame de la noblesse romaine apparentée à l'empereur Auguste.

## Biographie
Cornelia Scipio est la fille de Publius Cornelius Scipio Salvito et de Scribonia. 
De par son père, elle est membre de la gens Cornelia.
Elle était l'épouse du censeur romain Lucius Aemilius Lepidus Paullus, fils du consul Lucius Aemilius Paullus. 
De cette union naquirent :
- Lucius Aemilius Paullus, consul en 1, qui épousa sa cousine Julia Vipsania (Julia Minor) petite-fille d'Auguste.
- Marcus Aemilius Lepidus, consul en 6.
- Aemilia Lepida, (née en 22 av. J.-C.).

Cornelia Scipio est également la sœur du consul Publius Cornelius Scipio (du même père) et la demi-sœur de Julia l'Ainée (de la même mère).
Le poète Properce consacre à Cornelia une de ses élégies qui commence comme suit :

« Cesse, mon cher Paulus, de pleurer sur mon sort... »

— Livre IV - Élegie XI

## Postérité

### Art contemporain
- Cornelia Scipio figure sous le nom de Cordelia Scipio parmi les 1 038 femmes référencées dans l'œuvre d’art contemporain The Dinner Party (1979) de Judy Chicago. Son nom y est associé à Hypatie[2],[3].